# Myshall
Myshall est un village en Irlande, situé dans le comté de Carlow.